# Збигнев (князь)
Зби́гнев (пол. Zbigniew; 1070—1112) — внебрачный сын польского князя Владислава Германа от Кристины Правдзивецкой.
В 1095 году Збигнев появился с войском перед Вроцлавом и вынудил отца назначить его правителем Силезии. В возникшей между ним и могущественным паном Сецехом распре он потерял удел и был заключён в тюрьму с согласия отца. Освобождённый по ходатайству епископов и некоторых светских панов, Збигнев объединился с братом Болеславом; они вместе осадили отца в Плоцке, вынудили изгнать Сецеха, оставили королю Мазовию, а остальную страну разделили между собой. После смерти Владислава (1102) Збигнев, завидуя превосходству Болеслава и его популярности, постоянно подстрекал против него внешних врагов — германского императора Генриха V и чехов — и часто вместе с ними нападал на страну. Так продолжалось вплоть до 1111 года, когда Болеслав приказал, наконец, заключить Збигнева в тюрьму и там ослепить. С этого времени Збигнев в летописях не упоминается.